# San Pedro de Urabá
San Pedro de Urabá este un municipiu din departamentul Antioquia, Columbia.